# Шурдымка
Шурдымка — починок в Завьяловском районе Удмуртии, входит в состав Завьяловского сельского поселения. Расположен в 15 км к юго-востоку от центра Ижевска и в 4 км к югу от Завьялово.